# Purity Ring (Band)
Purity Ring ist eine kanadische, 2010 gegründete Elektropop-Band aus Edmonton, Alberta. Die Band besteht aus Sängerin Megan James und Produzent Corin Roddick. Ihr Debütalbum Shrines wurde 2012 veröffentlicht.

## Bandgeschichte

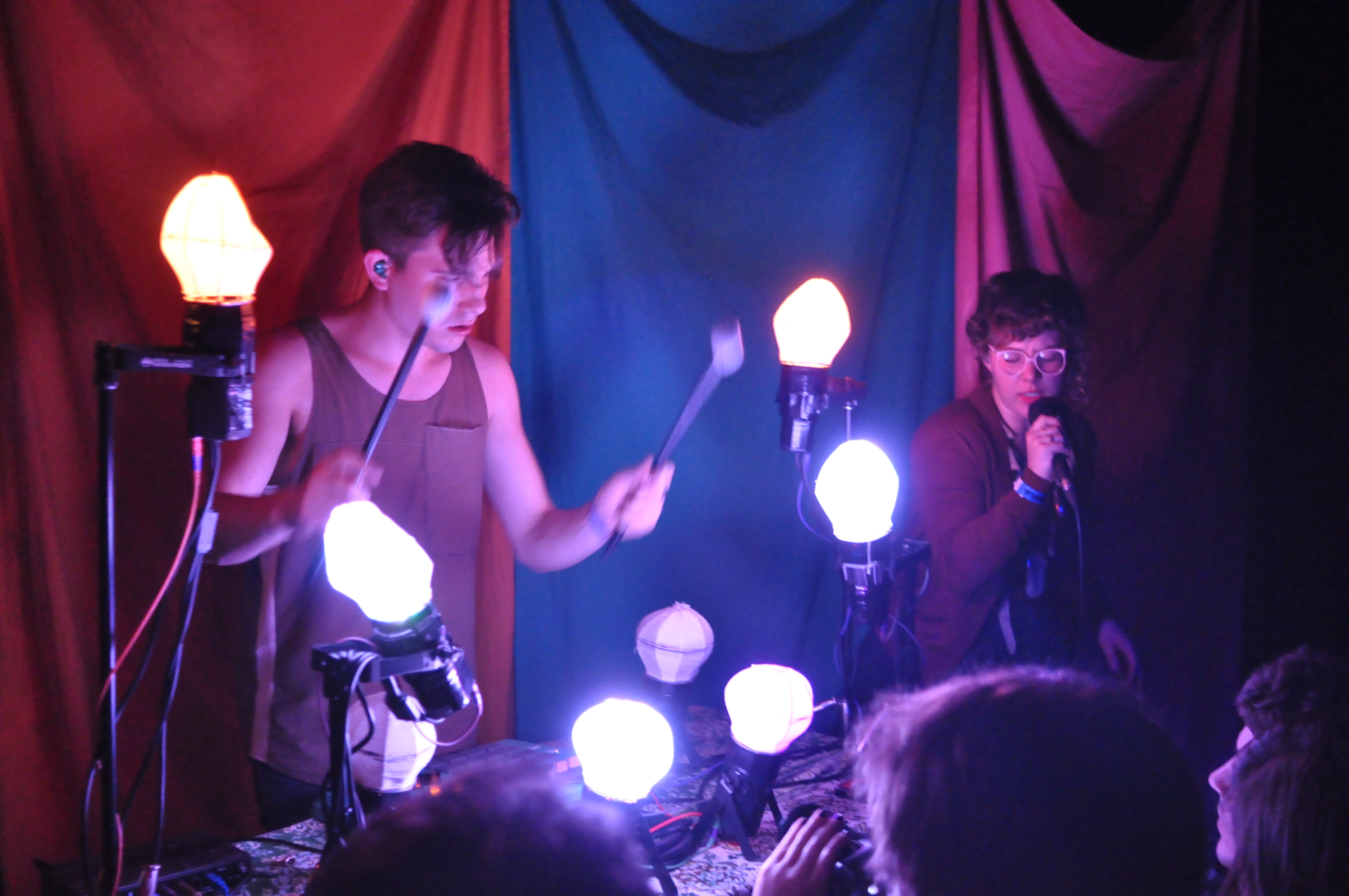
Purity Ring während eines Liveauftritts 2012

James und Roddick waren ursprünglich Mitglieder der Indierockband Gobble Gobble (später zu Born Gold umbenannt). Während einer Tournee im Jahr 2010 experimentierte der Schlagzeuger Roddick mit Elektrobeats und bat die frühere Pianistin James ein paar Vocals dafür einzusingen. Aus diesem Experiment entstand schließlich der erste Song der künftigen Band: Ungirthed, veröffentlicht im Januar 2011.
Im April 2012 verkündete Purity Ring Plattenverträge mit Last Gang Records (Vertrieb in Kanada) und 4AD (weltweiter Vertrieb) unterzeichnet zu haben. Noch im selben Monat wurde mit Obedear ihre erste Single auf diesen Labels veröffentlicht. Am 24. Juli folgte das Debütalbum Shrines, welches mit 90.000 in den USA verkauften Exemplaren (bis Februar 2015) auf Platz 32 der Billboard 200 landete. Pitchfork-Media-Autoren wählten Shrines auf Platz 24 der besten 50 Alben des Jahres 2012.
Im März 2015 veröffentlichte die Gruppe ihr zweites Album Another Eternity, welches Platz 25 der kanadischen und Platz 26 der amerikanischen Albumcharts erreichte.
Das Duo schrieb und produzierte drei Titel für Katy Perrys 2017 erschienenes Album Witness: Mind Maze, Miss You More und Bigger than Me.
Zum fünfjährigen Jahrestag von Shrines veröffentlichte die Band im Juli 2017 die Single Asido, welche nicht auf dem kommenden Album vorhanden sein soll.
Im November 2018 wurde verkündet, dass die Band die Aufnahmen für ihr drittes Album abgeschlossen hat.

## Stil, Einfluss und Produktion
Purity Rings Produktionen werden unter anderem als Synthiepop, Dream Pop, Indie Electronic, Trip-Hop und Witch House beschrieben.
Die Musik beinhalte laut einiger Autoren Elemente aus Dubstep, Chillwitch und Dutch House sowie Einflüsse (frühen) Hip-Hops und einen markanten Roland TR-808-Sound.
Die Band selbst nutzt die Genrebezeichnung „Future Pop“.
Dem Duo wird eine stilistische Nähe zu bzw. Einflüsse von Künstlern wie Grimes, Iamamiwhoami, Mantronix, Man Parrish, The Knife, AlunaGeorge, Portishead und insbesondere den Cocteau Twins zugesprochen.
Pitchfork bezeichnete Shrines als eine Zeitkapsel des Sounds der Jahre 2012 und 2013.
Da Corin Roddick in Montreal und Megan James bis zu ihrem Umzug zurück nach Edmonton einige Jahre in Halifax lebten fand die Kooperation größtenteils über Internet statt. Roddick produzierte die Beats und sendet diese via E-Mail in das knapp 1300 km entfernte Halifax bzw. 3600 km entfernte Edmonton, wo James den Gesang aufnahm und zurück sendete. Erst Another Enternity wurde zu großen Teilen gemeinsam in ihrer Heimatstadt Edmonton produziert und aufgenommen.
Purity Rings Titel wurden in einigen TV-Produktionen und -Trailer genutzt.

## Diskografie

### Studioalben
| Jahr | Titel            | Höchstplatzierung, Gesamtwochen, AuszeichnungChartplatzierungen (Jahr, Titel, Platzierungen, Wochen, Auszeichnungen, Anmerkungen) | Höchstplatzierung, Gesamtwochen, AuszeichnungChartplatzierungen (Jahr, Titel, Platzierungen, Wochen, Auszeichnungen, Anmerkungen) | Höchstplatzierung, Gesamtwochen, AuszeichnungChartplatzierungen (Jahr, Titel, Platzierungen, Wochen, Auszeichnungen, Anmerkungen) | Höchstplatzierung, Gesamtwochen, AuszeichnungChartplatzierungen (Jahr, Titel, Platzierungen, Wochen, Auszeichnungen, Anmerkungen) | Anmerkungen |
| Jahr | Titel            | CA | UK | US | Dance | Anmerkungen |
| ---- | ---------------- | --- | --- | --- | --- | --- |
| 2012 | Shrines          | — | UK100 (1 Wo.)UK | US32 (3 Wo.)US | Dance2 (39 Wo.)Dance | Erstveröffentlichung: 24. Juli 2012, Labels: 4AD (weltweit), Last Gang Records (Kanada), Hostess Entertainment Unlimited (Japan), High Note Records (Taiwan), Format: Download, CD, LP; Verkäufe: + 90.000 (USA)                  |
| 2015 | Another Eternity | CA25 (1 Wo.)CA | UK61 (1 Wo.)UK | US26 (3 Wo.)US | Dance1 (67 Wo.)Dance | Erstveröffentlichung: 3. März 2015, Labels: 4AD (weltweit), Last Gang Records (Kanada), Hostess Entertainment Unlimited (Japan) Format: Download, CD, LP; 3 Wochen auf Platz 1 der „Billboard Top Dance/Electronic Albums“ Charts |
| 2020 | Womb             | — | — | US195 (1 Wo.)US | Dance1 (1 Wo.)Dance | Erstveröffentlichung: 3. April 2020 |

Another Eternity erreichte außerdem Platz 4 der Alternative Albums Chart (Billboard, 4 Wochen in den Charts)

### EPs
- 2011: Braids (Belispeak / Peach Wedding)

### Demos
- 2012: Fineshrine (US: Gold)[22]
- 2015: Heartsigh
- 2015: Push Pull
- 2015: Begin Again

### Singles
- 2012: Obedear
- 2012: Belispeak
- 2015: Bodyache
- 2017: Asido

### Als Gastmusiker
- 2013: Jon Hopkins feat. Purity Ring – Breathe This Air[23]
- 2014: Danny Brown feat. Purity Ring – 25 Bucks (EP)
- 2020: Deftones feat. Purity Ring – Knife Prty – Purity Ring Remix[24]